# Aldo Friedrich Wilhelm Roller Güntelberg
Aldo Friedrich Wilhelm Roller Güntelberg (født 5. oktober 1819 i København, død 13. maj 1891) var en dansk officer og intendant.
Han var en søn af kammerassessor Christian Carl Herman Frederik Güntelberg. Han blev student i 1839 og deltog som frivillig i Treårskrigen 1848. Allerede 30. april samme år blev han sekondløjtnant af reserven og ansattes ved 4. reservebataljon, hvormed han deltog i kampen ved Kolding og forskellige fægtninger i Nørrejylland ved Ryes Korps samt i slaget ved Fredericia. Han forfremmedes derefter til premierløjtnant, deltog det næste år i slaget ved Isted og i forsvaret af Frederiksstad. I Begyndelsen af 1851 erholdt han kaptajns karakter. I 1852 permitteredes Güntelberg fra Hæren og blev derpå i 1853 konstitueret som regnskabsfører ved Ingeniørkorpset, medens han næste år overtog bestyrelsen af korpsets bygnings- og vejkasse. 1862 modtog Güntelberg bestalling som intendant og udnævntes i 1868 til overintendant og forstander for Forplejningskorpsets Skole. Som sådan udgav han sammen med overintendant P.J. Nielsen Haandbog i de for den danske Hærs Forplejning gjældende Bestemmelser (1871) med senere Tillæg. Ved Officersskolens yngste klasse var han lærer i forplejningslære fra 1868-81 og udgav senere (1883) Haandbog i Bestemmelser for Afdelingernes Forplejning. På grund af alder forlod han Hæren i 1889 og fik karakter af stabsintendant. Han, der var Ridder af Dannebrog, døde 13. maj 1891.
Ved kgl. åbent brev af 17. marts 1876 blev efter ansøgning fra Aldo Friedrich Wilhelm Roller Güntelberg de her i landet værende agnatiske descendenter af den i året 1711 afdøde overekvipagemester Claus Eskesen Güntelberg anerkendte som henhørende til den danske adelsstand.
Güntelberg blev 25. marts 1854 gift med Sophie Caroline Henriette Greensteen, datter af godsforvalter Andreas Greensteen på Jægerslund ved Holbæk.